# Stegenus dactylon
Stegenus dactylon är en skalbaggsart som beskrevs av Francis Polkinghorne Pascoe 1857. Stegenus dactylon ingår i släktet Stegenus och familjen långhorningar. Inga underarter finns listade i Catalogue of Life.